# Feral Interactive
Feral Interactive ist ein Videospiel-Publisher für die Plattformen macOS, Linux und iOS. Das Unternehmen wurde 1996 gegründet und ist in London ansässig.
Feral Interactive arbeitet mit Publishern wie Square Enix, 2K Games, SEGA, Warner Bros. Interactive Entertainment und Codemasters zusammen. Feral entwickelt und veröffentlicht Portierungen beliebter Spiele seiner Partner, wie z. B. die Total-War-Serie, die Batman: Arkham-Spiele, Tomb Raider oder XCOM.
Die Spiele werden über Steam, den Mac App Store, den App Store und den firmeneigenen Feral-Store vertrieben.
Von 1996 bis 2013 hat Feral Interactive ausschließlich Spiele für macOS veröffentlicht. Im Juni 2014 brachte Feral mit XCOM: Enemy Unknown das erste Spiel für Linux heraus. Das erste Spiel für iOS, Rome: Total War, erschien 2016.

## Auszeichnungen
2006 bekam die macOS-Version von The Movies einen BAFTA-Preis für das beste Spiel in der Kategorie Simulation.
2012 erhielt die macOS-Version von Deus Ex: Human Revolution einen Apple Design Award als Teil der Mac Developer-Präsentation.

“[…] Deus Ex was chosen for an Apple Design Award because of its compelling game play, fantastic graphics, and enormous environments that immerse the player in a fantastic sci-fi world. Pushing OpenGL to the limits, Deus Ex leverages advanced shader techniques to deliver high-dynamic range lighting effects, and Open AL to deliver rich and complex audio soundscapes. It is one of the newest and most impressive AAA games on the Mac App Store.”

„[…] Deus Ex wurde für den Apple Design Award ausgewählt wegen seines fesselnden Gameplays, seiner fantastischen Grafik und seiner kolossalen Kulissen, die den Spieler in eine fantastische Science-Fiction-Welt hineinziehen. Indem es OpenGL bis zum Limit ausreizte, nutzte es fortschrittliche Shader-Techniken, um High-Dynamic-Range-Lighting-Effekte zu erzeugen, und OpenAL für eine reichhaltige und komplexe Klanglandschaft. Es ist eines der neuartigsten und beeindruckendsten AAA-Spiele für den Mac App Store.“

## Veröffentlichungen (Auswahl)

### macOS
- Alien: Isolation
- Batman: Arkham Asylum
- Batman: Arkham City (Game of the Year Edition)
- BioShock (Remastered)
- BioShock 2
- Black & White
- Black & White 2
- Borderlands
- Brothers in Arms: Double Time
- Chessmaster 9000
- Colin McRae Rally Mac
- Commandos 2: Men of Courage
- Commandos 3: Destination Berlin
- Company of Heroes 2
- Deus Ex: Human Revolution
- Deus Ex: Mankind Divided
- DiRT 2
- DiRT 3
- DiRT 4
- DiRT Rally
- Empire: Total War
- F1 2016
- F1 2017
- Hitman
- Hitman: Absolution
- LEGO Die Unglaublichen
- LEGO Marvel Super Heroes 2
- Life Is Strange
- Life is Strange: Before the Storm
- Life Is Strange 2
- Mad Max
- Mafia II (Director’s Cut)
- Max Payne
- Medieval II: Total War
- Mini Ninjas
- Mittelerde: Mordors Schatten (Game of the Year Edition)
- Napoleon: Total War
- Oni
- DTM Race Driver 3
- Race Driver: GRID
- Rayman 3: Hoodlum Havoc
- Rise of the Tomb Raider (20 Year Celebration)
- Rome: Total War
- Rome: Total War: Alexander
- Sid Meier’s Pirates!
- Sid Meier’s Railroads!
- Shadow of the Tomb Raider
- Sleeping Dogs (Definitive Edition)
- The Lego Movie 2 Videogame
- The Movies
- Theme Park World
- Thief
- Tomb Raider
- Tomb Raider: Anniversary
- Tomb Raider: Underworld
- Total War Saga: Thrones of Britannia
- Total War: Shogun 2
- Total War: Shogun 2 – Fall of the Samurai
- Total War: Three Kingdoms
- Total War: Warhammer
- Total War: Warhammer 2
- Tropico
- Tropico 3 (Gold Edition)
- Tropico 4 (Gold Edition)
- Warhammer 40,000: Dawn of War II
- Warhammer 40.000: Dawn of War 3
- Worms 3D
- Worms Blast
- XCOM: Enemy Unknown
- XCOM 2
- XCOM 2: War of the Chosen
- XIII

### Linux
- Alien: Isolation (The Collection)
- Company of Heroes 2 (Master Collection)
- Deus Ex: Mankind Divided
- DiRT 4
- DiRT Rally
- Empire: Total War (Collection)
- F1 2015
- F1 2017
- GRID Autosport
- Hitman (Game Of The Year Edition)
- Life Is Strange
- Life is Strange: Before the Storm
- Life Is Strange 2
- Mad Max
- Medieval II: Total War (Collection)
- Mittelerde: Mordors Schatten (Game Of The Year Edition)
- Shadow of the Tomb Raider
- Rise of the Tomb Raider (20 Year Celebration)
- Tomb Raider[8]
- Total War Saga: Thrones of Britannia
- Total War: Shogun 2
- Total War: Shogun 2 – Fall of the Samurai
- Total War: Three Kingdoms
- Total War: Warhammer
- Total War: Warhammer 2
- Warhammer 40,000: Dawn of War II
- Warhammer 40.000: Dawn of War 3
- XCOM: Enemy Unknown (The Complete Edition)
- XCOM 2
- XCOM 2: War of the Chosen

### iOS
- Company of Heroes
- GRID Autosport
- Rome: Total War
- Rome: Total War: Alexander
- Rome: Total War: Barbarian Invasion
- Tropico[10]
- Hitman: Blood Money – Reprisal
- Alien: Isolation
- XCom 2 Collection
- Company of Heroes Collection
- Sid Meier's Railroads!
- Zombie Arena (PS)
- Killshot (PS)
- Creppy Evil (PS)

### Android
- Company of Heroes
- GRID Autosport
- Rome: Total War
- XCOM 2

### Nintendo Switch
- Alien: Isolation
- GRID Autosport